# Butastur
Butastur is een geslacht van vogels uit de familie van de havikachtigen (Accipitridae). De wetenschappelijke naam van het geslacht is voor het eerst geldig gepubliceerd in 1843 door Hodgson. De sprinkhaanbuizerd komt voor in Afrika, de drie andere soorten komen uit Zuid- en Zuidoost-Azië.
Het zijn gemiddeld vrij kleine soorten buizerds, tussen de 30 en 43 cm lang, met relatief lange ronde vleugels, kleine snavel en lange poten. Het zijn roofvogels van half open, vrij droge gebieden.

## Soorten
De volgende soorten zijn bij het geslacht ingedeeld:
- Butastur indicus – Grijskopbuizerd
- Butastur liventer – Roodvleugelbuizerd
- Butastur rufipennis – Sprinkhaanbuizerd
- Butastur teesa – Witoogbuizerd